# August Haußleiter
 (juillet 2024).
La mise en forme du texte ne suit pas les recommandations de Wikipédia : il faut le « wikifier ».
Les points d'amélioration suivants sont les cas les plus fréquents. Le détail des points à revoir est peut-être précisé sur la page de discussion.
- Les titres sont pré-formatés par le logiciel. Ils ne sont ni en capitales, ni en gras.
- Le texte ne doit pas être écrit en capitales (les noms de famille non plus), ni en gras, ni en italique, ni en « petit »…
- Le gras n'est utilisé que pour surligner le titre de l'article dans l'introduction, une seule fois.
- L'italique est rarement utilisé : mots en langue étrangère, titres d'œuvres, noms de bateaux, etc.
- Les citations ne sont pas en italique mais en corps de texte normal. Elles sont entourées par des guillemets français : « et ».
- Les listes à puces sont à éviter, des paragraphes rédigés étant largement préférés. Les tableaux sont à réserver à la présentation de données structurées (résultats, etc.).
- Les appels de note de bas de page (petits chiffres en exposant, introduits par l'outil «  Source ») sont à placer entre la fin de phrase et le point final[comme ça].
- Les liens internes (vers d'autres articles de Wikipédia) sont à choisir avec parcimonie. Créez des liens vers des articles approfondissant le sujet. Les termes génériques sans rapport avec le sujet sont à éviter, ainsi que les répétitions de liens vers un même terme.
- Les liens externes sont à placer uniquement dans une section « Liens externes », à la fin de l'article. Ces liens sont à choisir avec parcimonie suivant les règles définies. Si un lien sert de source à l'article, son insertion dans le texte est à faire par les notes de bas de page.
- La présentation des références doit suivre les conventions bibliographiques. Il est recommandé d'utiliser les modèles {{Ouvrage}}, {{Chapitre}}, {{Article}}, {{Lien web}} et/ou {{Bibliographie}}. Le mode d'édition visuel peut mettre en forme automatiquement les références.
- Insérer une infobox (cadre d'informations à droite) n'est pas obligatoire pour parachever la mise en page.

Pour une aide détaillée, merci de consulter Aide:Wikification.
Si vous pensez que ces points ont été résolus, vous pouvez retirer ce bandeau et améliorer la mise en forme d'un autre article.
August Haußleiter (né le 5 février 1905 à Nuremberg et décédé le 8 juillet 1989 à Munich), également connu sous le pseudonyme de Karl Konstantin, était un homme politique d'extrême-droite et journaliste allemand. Il cofonda l'Union chrétienne-sociale (CSU) et en fut député de 1946 à 1949. Il fonda également la Communauté allemande national-neutraliste en 1949 et ainsi que le Groupe d'action des Allemands indépendants (AUD) en 1965. En 1979-1980, Haußleiter participa également à la fondation des Verts.

## Vie

### Avant 1945
On sait peu de choses sur la vie de Haußleiter avant 1945. Les informations reposent en grande partie sur ses déclarations propres ou celles officielles de son parti de la Communauté allemande, qui n'ont pas pu être confirmées. Haußleiter a également brouillé les pistes en faisant circuler des versions très différentes de son passé.

August Haußleiter, fils d'un pasteur protestant, grandit à Nuremberg. Selon ses propres déclarations, il perdit ses parents à l'adolescence et devint orphelin. Politiquement actif dès son plus jeune âge, il rejoint des « associations militaires nationalistes » lorsqu’il était lycéen. Il est ainsi impliqué dans des affrontements violents entre militants. À l'âge de « 15 ans, il est arrêté pour la première fois par la police lors d’une grave confrontation ». A ce sujet, Haußleiter fit publier en 1957 les propos suivant :

« Avec les conditions de guerre civile de ces années-là, il n'est pas resté chez lui. Durant les grandes "Journées allemandes" dans le nord de la Bavière, il était considéré comme l'un des jeunes précurseurs du mouvement national de ces années-là, et l'effondrement du 9 novembre 1923 [putsch de Hitler-Ludendorff] toucha le jeune homme, alors âgé de dix-huit ans, jusqu'au cœur. (...) Il a alors appris une chose : il faut rester lucide et évaluer correctement la force de l'ennemi si l'on veut obtenir des résultats durables dans la lutte politique. »

Alors que Richard Stöss et le journaliste Martin A. Lee supposent que Haußleiter a participé au putsch raté d'Hitler, Silke Mende considère cette citation autobiographique comme une simple indication que Haußleiter « a recherché très tôt des liens avec des groupes nationalistes ».
Après avoir obtenu son diplôme d'études secondaires, Haußleiter étudie la théologie et la philosophie à Erlangen où il travaille à côté de ses études. En 1924, il devient membre du Corps d'Onoldia. Selon diverses sources, il serait alors devenu membre du Parti populaire national-libéral allemand avant 1933. Richard Stöss, qui l'a également décrit en 1980, est arrivé à une conclusion en 1983 : « Bien qu'il ait eu des sympathies pour Stresemann et son Parti populaire allemand (DVP), il n'a pas rejoint les nationaux-libéraux,
À partir de 1928, Haußleiter travaille comme journaliste économique et politique au Fränkischer Kurier, un journal de Nuremberg. Après 1918, cet ancien journal bourgeois déplace sa ligne éditoriale vers une ligne « nationaliste » antirépublicaine et en partie antisémite. Avec ce journal il fut donc pionnier indirect du national-socialisme, même si les nazis décrivirent le journal comme un « Papen-Blatt » avant 1933, référence au proche confident d'Hindenburg et chancelier du Reich Franz von Papen (Chancellerie du 1er juin 1932 au 17 novembre 1932). Après 1933, le journal ne suscita de sérieuses critiques qu'occasionnellement de la part des nationaux-socialistes. Il fut notamment accusé d'avoir une « attitude favorable à l'Église ». Cependant, Haußleiter a écrit « une série d'articles justifiant le national-socialisme et même sa politique antisémite » dans le Fränkischer Kurier.
Selon Richard Stöss, Haußleiter aurait activement participé au développement de la révolution conservatrice dans l'échiquier politique de la République de Weimar. L’un de ses compagnons politiques de longue date le décrivait comme un « adepte » du cercle Tat, qui appartenait à « ceux pour qui, d’un côté, les nazis étaient bien trop bruyants, bien trop vulgaires, bien trop vulgaires. ignorants, beaucoup trop peu éduqués et frissonnant face à la dynamique nationaliste déchaînée ». Stöss a souligné : « August  n’était pas un nazi,. Selon Silke Mende, il se décrit comme un « socialiste allemand » sur la base d'Otto Strasser.
En 1940, Haußleiter eut une vive dispute avec le gauleiter Julius Streicher, qui résidait à Nuremberg. Celle-ci aboutit à l'exclusion de Haußleiter du Fränkischer Kurier
Selon le Spiegel, Haußleiter était « l'auteur involontaire de l'interdiction de la critique d'art imposée par Goebbels, qui a été imposée après qu'il a attaqué l'un des favoris de Streicher ». Selon l'historiographie récente, cette interdiction de la critique d'art annoncée par Goebbels dans le Völkischer Beobachter du 27 novembre 1936 était liée à un renforcement du contrôle national-socialiste sur la culture.
En 1940, Haußleiter est enrôlé dans la Wehrmacht et passe la Seconde Guerre mondiale au sein de l'état-major du XIIIe corps d'armée. Grièvement blessé sur le front de l'Est en 1942, il rentre et publie le livre Sur le front du Moyen-Orient (An der Mittleren Ostfront). Selon Stöss, ce livre glorifie la guerre contre l'Union soviétique déclenchée par les nationaux-socialistes. Il fut ensuite transféré sur le front occidental et fait prisonnier par les Américains en 1945. Kittel (2002) décrit l'attitude de Haußleiter sous le Troisième Reich comme typique des personnalités nationales-libérales-protestantes qui "ont généralement reconnu très tôt le visage terrible du national-socialisme et s'en sont ensuite détournées de manière décisive".

### Après 1945
À son retour de captivité en 1945, Haußleiter travaille en tant qu'enseignant dans une école de Neudrossenfeld. Il cofonde la CSU à Kulmbach en 1946  et soutint au sein du parti le courant interconfessionnel, libéral-conservateur et fédéraliste modéré, dans lequel il « représentait l'élément protestant de Franconie ». La même année, il devient membre de l'Assemblée constituante de l'État de Bavière et membre du Landtag de l'État pour la CSU jusqu'en 1949 ainsi que membre du conseil exécutif de l'État et du conseil exécutif de la CSU. En 1946/1947 et 1948/1949, il est également membre du conseil d'administration du groupe parlementaire CSU pour le Landtag de Bavière.
Le 25 juin 1947, Haußleiter est démis de son mandat au parlement du Land par un vote majoritaire parce que ses idées militaristes et nationales-socialistes étaient ostensibles dans ses publications, en particulier dans son livre Sur le front du Moyen-Orient . Haußleiter intenta un recours devant la Cour constitutionnelle bavaroise et après avoir été disculpé par la chambre arbitrale de Kulmbach, repris ses fonctions le 16 janvier 1948. Le 29 février 1948, est élu vice-président de la CSU.
En raison de divergences internes entre les différentes ailes, démissionne de la CSU en septembre 1949. Il prépare son départ de la CSU en janvier 1949 à Braunschweig en tant que cofondateur de l'Union allemande (UD). Leur programme fut rédigé conjointement par Haußleiter et Gerhard Krüger. En collaboration avec Ferdinand Fried du « Tatkreis », Haußleiter a publié l'hebdomadaire La réalité allemande (Die deutsche Wirklichkeit).
De ce qui était initialement prévu comme une plate-forme pour un mouvement de réforme sociale à Francfort le 18 septembre 1949, auquel Haußleiter était présent pour l'Union allemande, le parti de la Communauté allemande (CA) a finalement émergé à l'initiative de Haußleiter, dont il fut le porte-parole et détermina fortement la politique.
En Bavière, Haußleiter préconisa une fusion entre la CA et le Bloc des réfugiés (BR). Après la fusion et un accord de coopération pour les élections nationales entre les deux le 10 octobre 1950, un groupe parlementaire de six membres rejoint le parlement du Land en fut chef jusqu'en 1952 et membre du le parlement de l'État jusqu'en 1954.
Au cours de l'année 1952, le groupe parlementaire bavarois de la Communauté allemande se dissout car les militants désertent. En parallèle, les Déplacés s'éloignent de la CA. Il ne resta au final que sa future épouse, Renate Malluche, et  lui-même.
Compte tenu de l'interdiction prévisible du Parti Socialiste du Reich (PSR), initia le 4 octobre 1952 une rencontre avec Karl-Heinz Priester, président du Mouvement social allemand (MSA) et représentant du PSR, ainsi qu'avec Werner Boll du Parti du Reich (PDR), pour fonder lieu pour tout le PSR. Pendant cette période, écrit des articles pour le magazine néonazi Nation und Europa.
Pour les élections fédérales de 1953, Haußleiter fonde l'alliance électorale Union tutélaire des nationalistes (Dachverband der Nationalen Sammlung, DNS). Les partenaires les plus importants en étaient Karl-Heinz Priester et Karl Meißner du Bloc allemand. L'alliance obtint 0,3% des voix,.
Une alliance électorale nationale-neutraliste commence à se former en 1965 grâce aux efforts d'Hermann Schwann, de Haußleiter et de la Communauté allemande. Ils participèrent au Groupe d'action pour les Allemands indépendants (AUD). En 1967, Haußleiter commença à publier le journal de l'AUD Les Indépendants (Die Unabhängigen), qui parut sous deux titres jusqu'en 1979 : Les Indépendants et la Communauté allemande.
Pour les élections européennes de 1979, une alliance nommée "L'autre réunion politique des Vers" (die Sonstige politische Vereinigung Die Grünen) fut formée par l'AUD, la Liste verte pour la protection de l'environnement, la Grüne Aktion Zukunft. publia le journal de campagne électorale Die Grünen, et à partir de ce moment, son journal paraît également avec cet en-tête, qui remplace l'ancien en-tête Communauté allemande . devint alors l'un de leurs porte-paroles. Il fut élu au sein du nouveau parti les Verts 23 mars 1980 à Sarrebruck. Les Verts se présentent pour la première fois aux élections fédérales du 5 octobre 1980.
Le 24 avril 1980, le magazine télévisé politique Monitor diffusa un reportage sur Haußleiter faisant référence à son journal de guerre, avec des images filmées lors d'une conférence du parti de la Communauté allemande à Göttingen en 1957. Quelques citations de Haußleiter du début des années 1950 furent ainsi dévoilées. La thèse selon laquelle le leader parlementaire était un national-socialiste était ainsi au coeur du reportage. Haußleiter dit s'attendre à ce genre de campagnes contre le nouveau parti, touchant tout le monde d'une manière ou d'une autre. La décision de sa démission est prise par la grande commission fédérale des Verts réunie à Dortmund. L'orientation convenue par les participants à la conférence du parti fonctionna : son successeur fut le président régional du parti réactionnaire et nationaliste de la Communauté d'action des allemands indépendants, Dieter Burgmann.
Haußleiter était marié à la femme politique et médecin Renate Haußleiter-Malluche, temporairement trésorière des Verts bavarois . Il continua à publier l'hebdomadaire Die Grünen.
Après les élections régionales de 1986, les Verts entrent pour la première fois au Landtag de Bavière. Parmi les 15 députés, on trouvait . Mais en 1987, il démissionne pour des raisons de santé.

### Avis actuels
Ralf Fücks, cofondateur du thinktank berlinois Zentrum Liberale Moderne, issu des groupes K et membre des Verts à partir de 1982, a déclaré rétrospectivement dans une interview donnée en 2019 que Haußleiter était « un journaliste nazi et l'un des premiers représentants du parti » et qu'il avait « remarqué » la rhétorique de Haußleiter avant même de rejoindre le parti.

## Publications
- Sur le front central-oriental. Un corps allemand combattant les Soviétiques . Dessins de Josef Sauer, éd. Commandement général adjoint du XIII. Corps d'armée commandé par un corps d'armée franconien, conçu par August Haußleiter. JL Schrag Verlag, Nuremberg 1942.
- Politique culturelle de l'Union. Pourquoi une école confessionnelle ? L'Union sur la question de l'État et de l'Église. Avec Wolfgang Prechtl. Deux discours sur la nouvelle constitution bavaroise. Munich 1946.
- Qui a financé Hitler ? (Sous le pseudonyme de Karl Konstantin). (= Contributions au socialisme libéral. H. 6). Aussi-Druck u. Verlag, Freising 1970.
- Changement de conscience avec positions constantes. Manuscrit, o. O., o. J (1980).
- La chute de « l’Ochsensepp ». Dans : Michael Schröder : Bavière 1945 : Un nouveau départ démocratique, entretiens avec des témoins oculaires. Munich 1985, p. 90-103.